# Translativ
Translativ är ett kasus i nominas deklination. 
Translativ beskriver övergång från ett tillstånd till ett annat. I svenskan uttrycks translativrelationen vanligtvis genom att kopulan "blir" eller "visar sig vara" ställs framför det aktuella ordet.

## Translativändelser
Finska: -ksi eller -kse- (om följt av possessivändelse)

## Användning på finska
- Hän tuli kummiksi - "Han/hon blev fadder", inklusive possessivsuffix: Hän tuli kummikseni - "Han/hon blev min fadder".
- Även kan kasuset användas när man anser någonting: Luulin autoa taksiksi. - "Jag trodde att bilen var en taxi" liksom Sinä olet sopiva lääkäriksi. - "Du passar till läkare."[1][2]
- Tiden då man ska vara någonstans: Minä menen Norjaan neljäksi päiväksi. - "Jag till Norge på fyra dagar." (för att stanna där fyra dagar)[1]
- Tiden då något ska vara klart: Kirja valmistuu jouluksi. - "Boken blir färdig till jul."[1]
- Språket som används: Tiedoitus toistetaan suomeksi. - "Rapporten upprepas på finska."[2]
- Det som är avsett: Onneksi (olkoon)! - "Lycka till!"[2]